# NGC 5084
NGC 5084 là tên của một thiên hà hình hạt đậu nằm trong chòm sao Xử Nữ. Khoảng cách của nó với Trái Đất của chúng ta là khoảng xấp xỉ 80 triệu năm ánh sáng và kích thước biểu kiến của nó ít nhất là 200000 năm ánh sáng. Nó là một trong những thiên hà lớn và nặng nhất trong siêu đám Xử Nữ. Ngày 10 tháng 3 năm 1785, nhà thiên văn học người Anh gốc Đức William Herschel đã phát hiện ra nó. Ta gần như là chỉ thấy nó là một đường thẳng với độ nghiêng 85 độ, đĩa thiên hà của nó bị biến dạng và có rất nhiều khí HI trong cái đĩa ấy. Nguyên nhân có nhiều khí này có thể là do tích lũy từ các sự kiện tương tác thiên hà trước đó.

## Khối lượng và kích thước
NGC 5084 là một thiên hà có khối lượng rất lớn với tốc độ quay tròn cao lên đến 328 km/s. Nó được phân loại là thiên hà có một đĩa thiên hà siêu khối lượng. Năm 1986, Gottesen đã ước tích khối lượng của nó dựa trên tốc độ quay tròn là khoảng 8.5 x1011 lần khối lượng mặt trời và bán kính là 34000 parsec (110000 năm ánh sáng) với khoảng cách ước tính là 15,5 mega parsec (50 triệu năm ánh sáng). Gottes và các đồng sự (2002) cũng sử dụng phương pháp trên thu được khoảng cách là 30 mega parsec và khối của nó là 1.7 x 1012 lần khối lượng mặt trời. Koribalski et al. (2004) xác định tốc độ quay tròn của nó là 334 km/s và tính toán được khối lượng của nó là 1.3 × 1012, bán kính là 50000 parsec. Carrignan và cộng sự. (1997) đã đo sự khác biệt về vận tốc và sự phân tách dự kiến của chín thiên hà mà chúng được xác định là vệ tinh của NGC 5084. Thông qua việc sử dụng các phương trình khác nhau, họ đã ước tính khối lượng NGC 5084 nằm trong khoảng 6 x 1012 M☉ và 1 x 1013 M☉, khối lượng lớn nhất trong khoảng thời gian đó. Họ đã ước tính bán kính quang học của nó là 74000 parsec.

## Dữ liệu hiện tại
Theo như quan sát, đây là thiên hà nằm trong chòm sao Xử Nữ và dưới đây là một số dữ liệu khác:
Xích kinh 13h 20m 16.9s
Độ nghiêng −21° 49′ 39″
Giá trị dịch chuyển đỏ 0.005741 ± 0.000010 
Cấp sao biểu kiến 10.5
Vận tốc xuyên tâm 1,721 ± 3 km/s
Kích thước biểu kiến 9′.3 × 1′.7
Loại thiên hà S0 